# Lista över svenskar i All Star Team vid juniorvärldsmästerskapet i ishockey
Följande är en lista över svenska ishockeyspelare i J20-VM All Star Team:
2024 - Hugo Hävelid, Theo Lindstein, Jonathan Lekkerimäki
2023 - Ludvig Jansson
2022 - Jesper Wallstedt, Emil Andrae
2020 - Rasmus Sandin, Samuel Fagemo
2019 - Erik Brännström
2018 - Filip Gustavsson, Rasmus Dahlin
2017 - Alexander Nylander
2016 - Linus Söderström
2015 - Gustav Forsling
2014 - Filip Forsberg
2013 - Filip Forsberg
2012 - Max Friberg, Oscar Klefbom
2009 - Erik Karlsson
2008 - Victor Hedman, Patrik Berglund
1998 - Pierre Hedin
1996 - Mattias Öhlund, Johan Davidsson
1995 - Anders Eriksson
1994 - Kenny Jönsson, Niklas Sundström
1993 - Kenny Jönsson, Peter Forsberg, Markus Näslund
1992 - Michael Nylander
1989 - Ricard Persson, Niklas Eriksson
1987 - Sam Lindståhl, Ulf Dahlén
1983 - Tomas Sandström
1981 - Lars Eriksson, Håkan Nordin, Jan Erixon, Patrik Sundström
1980 - Tomas Jonsson, Håkan Loob
1979 - Pelle Lindbergh, Thomas Steen
1978 - Mats Näslund
1977 - Bengt-Åke Gustafsson